# Troe
Troe (Трое) è un film del 1970 diretto da Isidor Markovič Annenskij.